# Jasmin Sudić
Jasmin Sudić, född 24 november 1990 i Bosanski Novi i dåvarande Jugoslavien (nuvarande Bosnien-Hercegovina), är en svensk före detta fotbollsspelare (mittback). Efter en tids skador valde han att avsluta sin karriär i Trelleborgs FF.

## Klubbkarriär
Sudić kom till Malmö FF i december 2004 från FC Malmö och hade tidigare spelat för BK Olympic och Heleneholms SK. Han spelade sin första allsvenska match 2008 mot Hammarby IF. Han blev ordinarie i truppen och spelade 18 matcher 2009, efter att Jimmy Dixon sålts. Säsongen 2010 och 2011 spelade han endast sex matcher på grund av korsbandsskador.
24 maj 2011 förlängde Sudić sitt kontrakt med Malmö FF till 2014. 2013 lånades Sudić ut till Mjällby AIF.
Den 23 juli 2014 skrev Sudić på ett tvåårskontrakt med Mjällby AIF. Han debuterade den 27 juli 2014 i en 3–0-hemmaseger över IFK Göteborg.
I januari 2015 värvades Sudić av BK Häcken. I augusti 2015 förlängde han sitt kontrakt med tre år. I april 2017 blev Sudić korsbandsskadad för fjärde gången och missade resten av säsongen 2017.
Den 13 juli 2018 värvades Sudić av Trelleborgs FF, där han skrev på ett 2,5-årskontrakt.

## Landslagskarriär
Jasmin Sudić spelade i svenska U21 landslagets träningsmatchen mot Kazakstan den 15 november 2009. Han har tidigare spelat 1 U21, 7 junior- och 2 pojklandskamper för det Svenska landslaget och har varit vice-kapten för det svenska U21 landslaget[källa behövs].
Jasmin Sudić blev kallad för att spela för Bosnien och Hercegovina 29 maj 2010 mot Sverige. Bosnien-Hercegovinas förbundskapten kallade in honom men en skada stoppade Jasmin.

## Sång
Malmö FF:s supportrar tillägnade 2009 en sång till honom. Melodi: Sudda sudda med Gullan Bornemark.
| ” | Jasmin Sudic knäcker alla ben, käkar barn och dricker fotogen. Benen har han fått för han ska sudda, sudda. Sudda sudda bort varenda en! | „ |